# Route de Birmanie
Pour la route israélienne, voir Bataille de Latroun (1948)#Route de Birmanie.

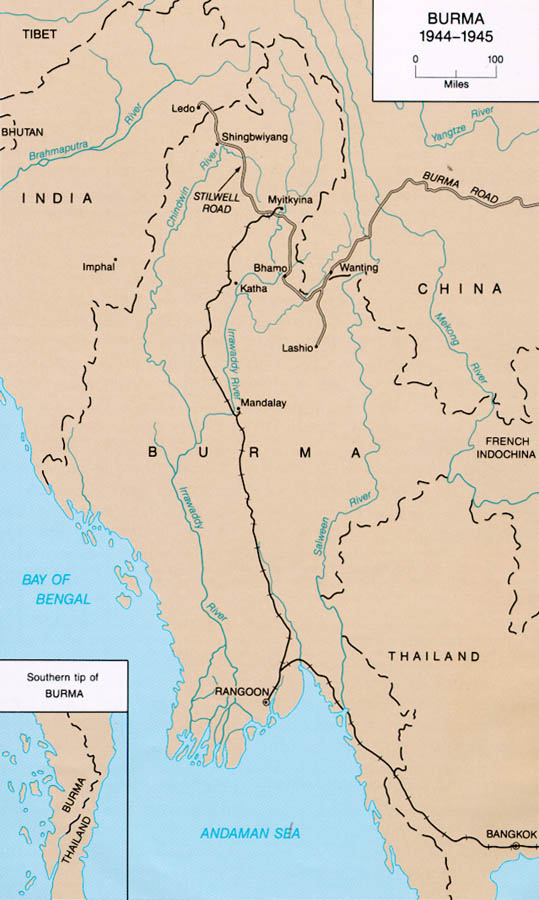
La route de Birmanie et la route de Ledo en janvier 1945.

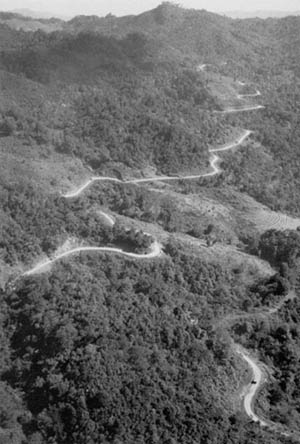
Vue aérienne de la route lors de la Seconde Guerre mondiale.

La route de Birmanie est une route stratégique construite par les Britanniques durant la Seconde Guerre mondiale entre Lashio (Birmanie) et Kunming (Chine) pour approvisionner l'armée nationale révolutionnaire du Kuomintang qui luttait contre les japonais. Coupée par les forces japonaises en 1942, elle fut remplacée par un pont aérien et complétée par la route de Ledo passant plus au nord entre Ledo (Inde) et le nord de la Birmanie.
Depuis 1998 et l'établissement d'un partenariat public-privé pour sa rénovation, les péages de la route sont gérés par le conglomérat Asia World Group.

## Divers
Le nom de route de Birmanie a été donné à la route de ravitaillement entre la bande côtière d'Israël et la Jérusalem juive, construite par l'armée israélienne en 1948, en souvenir de la véritable route de Birmanie.